# Koby McEwen
Koby Jamal McEwen (Toronto, 29 luglio 1997) è un cestista canadese.